# 素尔穹·喜饶扎巴
素尔穹·喜饶扎巴（藏語：ཟུར་ཆུང་ཤེས་རབ་གྲགས་པ་，威利转写：zur chung shes rab grags pa，1014年—1074年），藏传佛教宁玛派高僧，“三素尔”之一，素尔波且·释迦迥乃的养子。
素尔穹幼时跟随父亲素尔贡以乞化为生，后行乞至邬巴垅寺时为素尔波且所收养，并取名喜饶扎巴。他跟随素尔波且学得许多教法，但因无钱不能得到密法传授。后与一富家女成婚，并得以获得资助，从而学得全部密法。后出任邬龙垅寺住持。此后他还曾前往甲卧地方修法十三年，因而他也被称为甲卧巴。
他弟子众多，有“四柱八梁”说。他还育有三子，其中幼子卓浦巴最为出名，成为其法统的继承人。